# Samsung SGH-A300
Samsung SGH-A300 — компактный мобильный телефон с двумя монохромными дисплеями с голубой подсветкой производства компании Samsung. Он был анонсирован в 2000 и выпущен на рынок в 2001 году.

## Характеристики
SGH-A300 предназначен для работы в сетях GSM 900/1800. Телефон имеет размеры (81x42x22 мм), весит 83 грамма (с тонким аккумулятором). Он оснащен монохромным дисплеем с четырьмя градациями серого с разрешением 128x128 пикселей, а также внешним дисплеем с разрешением 80x48 пикселей. Телефон оснащается литий-ионным аккумулятором емкостью 900 мАч (стандартный), который может обеспечить до 4 часов непрерывной работы в режиме разговора, также в комплекте с устройством поставляется тонкая версия батареи на 570 мАч. Разъем для гарнитуры и интерфейсный разъем для зарядки закрыты резиновыми заглушками. Клавиатура покрыта серебристой краской, клавиши сделаны из пластика, но прорезинены.
Встроенный WAP-браузер имеет версию 1.1.
В телефонной книге есть место для 100 номеров (помимо тех, которые можно хранить на SIM-карте). Есть функция поиска и возможность организовать до 5 групп абонентов.
На устройстве присутствует ИК-порт, который служит для связи с ПК для синхронизации органайзера через программу EasyGSM от Samsung.